# Bourg-Madame
Bourg-Madame (kat.: la Guingueta d'Ix) to miejscowość i gmina we Francji, w regionie Oksytania, w departamencie Pireneje Wschodnie.
Według danych na rok 1990 gminę zamieszkiwało 1238 osób, a gęstość zaludnienia wynosiła 158 osób/km² (wśród 1545 gmin Langwedocji-Roussillon Bourg-Madame plasuje się na 294. miejscu pod względem liczby ludności, natomiast pod względem powierzchni na miejscu 866.). 

## Zabytki
Zabytki na terenie gminy posiadające status monument historique:
- kościół św. Marcina z Hix (Église Saint-Martin d'Hix)
- kościół św. Romana z Caldegas (Église Saint-Romain de Caldegas)

## Populacja

Populacja Bourg-Madame w latach 1962–2008